# Edmund P. Kennedy
Pour les articles homonymes, voir Kennedy.
Edmund Pendleton Kennedy (22 février 1785 - 28 mars 1844) était un officier de la marine américaine et devint le premier commandant en chef de l'escadron des Indes orientales.

## Jeunesse
Kennedy est né dans le Maryland en 1780. Il a perdu ses parents dans sa jeunesse. Il est entré comme garçon à bord de la frégate John Adams. À la bataille du port de Tripoli en 1804, lors de la première guerre de Barbarie, Kennedy était le second du canonnier à bord et se distinguait par son courage et son ardeur intrépide dans l'accomplissement de son devoir. Il a été promu aspirant le 22 novembre 1805.
Le 9 juin 1810, Kennedy est promu au rang de lieutenant. Au début de 1813, il fut nommé au commandement de la goélette Nonsuch, mais ne fut jamais autorisé à prendre la mer. Transféré à la frégate Constellation à Norfolk, prêt pour la mer, sous le commandement du capitaine Charles Gordon. Mais Constellation fut étroitement bloquée par un escadron britannique et ne parvint pas à prendre la mer. En avril 1814, il s'installe sur le lac Erié et y restera jusqu'à la fin de la guerre. Le 5 mars 1817, il est promu master commandant, puis capitaine le 24 avril 1828.

## Escadron des Indes orientales
Le commerce des États-Unis avec l'Extrême-Orient était limité, mais pour ceux qui risquaient de faire de longs voyages pour échanger des fourrures, du bois de santal et des articles en coton contre des soies et du thé chinois, les résultats étaient très rentables. En effet, les histoires sur les richesses de l'Extrême-Orient ont créé le mythe national sur le vaste potentiel du marché chinois. Dans un effort pour transformer ce mythe en réalité, en 1835, le président Andrew Jackson envoya le diplomate Edmund Roberts dans le avec le Peacock commandé par le lieutenant Cornelius Stribling (en), accompagné de la goélette Enterprise, le lieutenant commander A. S. Campbell, tous deux sous le commandement du commodore Kennedy, en Cochinchine, créant ainsi l'escadron des Indes orientales.
Kennedy mourut le 28 mars 1844.